# Cro-Mags
Cro-Mags és un grup de música hardcore punk i crossover thrash de Nova York. Ha publicat diversos discos d'estudi i el dos primers són considerats dels més influents dintre de l'escena novaiorquesa. Amb certa influència de la filosofia Hare Krishna, foren dels primers grups en fusionar hardcore punk i thrash metal i van contribuir amb el naixement d'una actitud més dura dins de l'escena hardcore als anys 1980 relacionada amb el món de les arts marcials. John Joseph McGowan i Harley Flanagan (anteriorment bateria a The Stimulators) son practicants de boxa i jujutsu brasiler respectivament. Al llarg dels anys Cro-Mags ha tingut diverses formacions.

## Història
Els primers anys el grup els passà «vivint en edificis cremats, cases okupes i al carrer». Primer tragueren una maqueta amb cançons que inclourien més tard en el seu disc de debut The Age Of Quarrel (1986). Després que el cantant John Joseph McGowan deixés el grup, el baixista Harley Flanagan s'ocupà de la veu al segon disc Best Wishes (1989), en el qual es nota més la influència del heavy metal. Alpha Omega (1992) suposà el retorn de John Joseph. Segons el guitarrista Parris Mitchell Mayhew, ell va compondre la majoria de les cançons del disc amb el guitarrista Rob Buckley. Tanmateix, Mayhew i Buckley no van participar en l'enregistrament.
El següent disc Near Death Experience va aparèixer l'any 1993, i després el grup es dissolgué durant uns anys. Van tornar a girar un altre cop a finals de 1990, i l'any 2000 aparegué el disc Revenge. Per a molts aficionats aquest disc significà el retorn a les arrels hardcore del so Cro-Mags del començament. Moltes cançons eren comparables a les de The Age Of Quarrel, tot i que algunes tenien un to més punk rock melòdic. La publicació de Revenge i la gira subsegüent va comportar un nou trencament, el qual va generar ressentiment entre Mayhew i Flanagan.
El 2008 John Joseph McGowan va encetar una gira amb Mackie Jayson a la bateria, Craig Setari de Sick of it all al baix i A.J. Novello a la guitarra.
El 6 de juliol de 2012 Harley Flanagan va ser arrestat per presumptament apunyalar dos homes entre bastidors a la sala de concerts Webster Hall deNova York abans que Cro-Mags actués. Flanagan va declarar que va ser assaltat i es va autodefensar.
Entre els anys 1990 i 2000, Harley Flanagan i John Joseph McGowan reuniren de manera separada formacions simultànies de Cro-Mags, que es van anomenar Cro-Mag Jam, Cro-Mags-NYC, Age of Quarrel, Fearless Vampire Killers, Cholo Mags NY o, simplement, Cro-Mags. El 2018, Flanagan va presentar una denúncia contra la violació de marques demandant als membres anteriors del grup John Joseph McGowan i Mackie Jayson. A l'abril de 2019, Flanagan va anunciar un acord en el qual posseiria un ús exclusiu del nom «Cro-Mags». Alhora, McGowan va anunciar el seu reconeixement a la solució, i que ell i el seu grup actuarien com a «Cro-Mags JM».

## Discografia

### Àlbums d'estudi
- The Age of Quarrel (1986)
- Best Wishes (1989)
- Alpha Omega (1992)
- Near Death Experience (1993)
- Revenge (2000)
- In the Beginning (2020)[10]

### EP
- Don't Give In (2019, Victory Records)[8][11]
- From the Grave (2019)
- 2020 (2020)

### Recopilatoris
- The Age Of Quarrel / Best Wishes (1994, Profile, Another Planet)
- Twenty Years Of Quarrel And Greatest Hits (2006, New York Hardcore)